# Dead Mount Death Play
Dead Mount Death Play (デッドマウント・デスプレイ?, Deddomaunto Desupurei) è un manga scritto da Ryōgo Narita e disegnato da Shinta Fujimoto. Square Enix ha pubblicato la serie sulla rivista Young Gangan nell'ottobre 2017. A maggio 2023 i capitoli della serie sono stati raccolti in undici volumi.

## Trama
Un potente negromante conosciuto come il Dio Cadavere viene sconfitto da Shagrua Edith Lugrid, un eroe incaricato dalla Chiesa di Geldwood di eradicare i negromanti in quanto considerati eretici, ma poco prima di morire lancia su sé stesso un incantesimo di reincarnazione, ritrovandosi sulla Terra nel corpo di un ragazzo appena morto e ora tornato in vita: Polka Shinoyama. Incuriosito, il Dio Cadavere esplora le zone di Shinjuku per conoscere di più questo mondo, ma durante il cammino viene fermato dalla polizia a causa di una ferita al collo, fuggendo grazie all'aiuto di una ragazza, Misaki Sakimiya, ma scoprendo che è l'assassina del vero Polka. Nella fuga finisce in un edificio usato come luogo per le esecuzioni dai gangster, e attraverso il potere delle tante persone decedute riottiene i suoi poteri e trafigge Misaki. Quest'ultima, però, muore all'istante poiché, a differenza della realtà da cui proviene, in questo mondo gli esseri viventi non sono in grado di sopportare gli effetti della magia. Il capo di Misaki, Risa Kuraki, rimane impressionata dal suo potere e decide di far entrare il ragazzo nel suo gruppo. Per celebrare questa nuova alleanza e anche dispiaciuto per aver ucciso involontariamente una persona cara a Risa, il Dio Cadavere resuscita Misaki come zombi, iniziando così una nuova vita e, con l'aiuto dei suoi nuovi compagni, mettendosi in cerca di un posto tranquillo dove poter vivere in pace.

## Media

### Manga
Scritta da Ryōgo Narita e disegnata da Shinta Fujimoto, la serie è stata pubblicata sulla rivista Young Gangan il 20 ottobre 2017. Ad aprile 2022 i capitoli della serie sono stati raccolti in dieci tankōbon. In America del Nord la serie è distribuita da Yen Press che pubblica i capitoli contemporaneamente alla loro uscita giapponese. In Italia i diritti di distribuzione del manga sono stati comprati da RW Edizioni.

### Anime

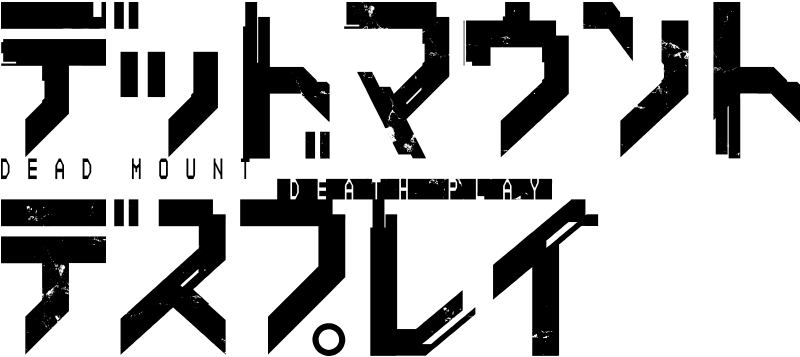
Logo della serie

Il 15 novembre 2022 è stato annunciato un adattamento anime della serie. L'opera è stata realizzata dallo studio Geek Toys e diretta da Manabu Ono con Takaharu Okuma e Yoshiki Kitai come registi e la sceneggiatura scritta da Yukie Sugawara, Yoriko Tomita e Ono stesso. La serie è andata in onda su Crunchyroll a partire dall'aprile 2023.

#### Episodi
| Nº | Titolo italiano Giapponese 「Kanji」 - Rōmaji                                | In onda          | In onda |
| Nº | Titolo italiano Giapponese 「Kanji」 - Rōmaji                                | Giapponese       |         |
| 1  | La reincarnazione 「The Reincarnation －転生－」 - －Tensei－                | 11 aprile 2023   |         |
| 2  | Il nuovo mondo 「The New World －異世界－」 - －Isekai－                     | 18 aprile 2023   |         |
| 3  | Il necromante 「The Necromancer －死霊術士－」 - －Shiryōjutsushi－          | 25 aprile 2023   |         |
| 4  | Il cane rabbioso 「The Mad Dog －狂犬－」 - －Kyōken－                       | 2 maggio 2023    |         |
| 5  | Il mostro 「The Monster －怪物－」 - －Kaibutsu－                            | 9 maggio 2023    |         |
| 6  | Insetto Sputafuoco 「The Firestarter －火吹き蟲－」 - －Hifukimushi－        | 16 maggio 2023   |         |
| 7  | L'illusionista 「The Magician－奇術師－」 - －Kijutsushi－                   | 23 maggio 2023   |         |
| 8  | L'assassino 「The Assassin－暗殺者－」 - －Ansatsusha－                      | 30 maggio 2023   |         |
| 9  | Il cartello 「The Signpost－道標－」 - －Dōhyō－                             | 6 giugno 2023    |         |
| 10 | Lo stemma 「The Emblem－国章－」 - －Kuni Akira－                            | 13 Giugno 2023   |         |
| 11 | L'inizio 「The Beginning－始動－」 - －Shidō－                               | 20 giugno 2023   |         |
| 12 | Il luogo sacro 「The Sacred Place－神殿－」 - －Shinden－                    | 27 giugno 2023   |         |
| 13 | Gli invasori 「The Invaders－侵入者－」 - －Shin'nyūsha－                    | 10 ottobre 2023  |         |
| 14 | Il cadavere 「The Corpse－死体－」 - －Shitai－                              | 17 ottobre 2023  |         |
| 15 | Il vampiro 「The Vampire－吸血鬼－」 - －Kyūketsuki－                        | 24 ottobre 2023  |         |
| 16 | Il falso 「The Fake－虚偽－」 - －Kyogi－                                    | 31 ottobre 2023  |         |
| 17 | La matriarca 「The Matriarch－家長－」 - －Ienaga－                          | 7 novembre 2023  |         |
| 18 | La vendetta 「The Revenge－復讐－」 - －Fukushū－                            | 14 novembre 2023 |         |
| 19 | Gli amici 「The Friends－親友－」 - －Shin'yū－                              | 21 novembre 2023 |         |
| 20 | I visitatori 「The Visitors－来訪者－」 - －Raihōsha－                       | 28 novembre 2023 |         |
| 21 | Lo spirito 「The Spirit－精霊－」 - －Seirei－                               | 5 dicembre 2023  |         |
| 22 | Il karma 「The Karma－宿縁－」 - －Shukuen－                                 | 12 dicembre 2023 |         |
| 23 | La dichiarazione 「The Declaration－宣戦布告－－」 - －Sensen Fukoku－       | 19 dicembre 2023 |         |
| 24 | La guerra di Shinjuku 「The Shinjuku War－新宿大戦－」 - －Shinjuku Taisen－ | 26 dicembre 2023 |         |

## Accoglienza
Rebecca Silverman, Amy McNulty e Teresa Navarro di Anime News Network, hanno elogiato la trama, i personaggi e i disegni della serie sebbene abbiano in parte criticato il fanservice, mentre Richard Gutierrez di The Fandom Post ha elogiato la storia e i disegni anche se ha ritenuto che la trama fosse a volte complicata e confusa.
Nei Next Manga Award 2020 si è classificata al 20 posto nella categoria dei migliori manga cartacei.